# Brevig Mission
Brevig Mission est une localité d'Alaska aux États-Unis située dans la région de recensement de Nome. Sa population était de 388 habitants en 2010.

## Situation - climat
Elle est située à l'embouchure de Shelman Creek à Port Clarence, à 8 km de Teller et à 105 km au nord-ouest de Nome.
Les températures moyennes vont de −23 °C à −13 °C en janvier, et de 7 °C à 14 °C en juillet.

## Histoire
Le peuple Iñupiat vivaient dans cette zone en communautés nomades qui poursuivaient le gibier et le poisson, et faisait commerce de fourrures avec la Sibérie. La Teller Reindeer Station a été ouverte par le gouvernement des États-Unis en 1892, et a été exploitée par l'administration gouvernementale jusqu'en 1900.
Le révérend Tollef L. Brevig, un missionnaire luthérien, est arrivé sur les lieux en 1894 afin d'évangéliser les eskimos. Il se déplaçait de village en village avec un attelage de chiens de traineau le long de la plage. La mission luthérienne a été construite en 1900, et le village prit le nom de Teller Mission.
À partir de 1906, le rôle du gouvernement diminue et celui de la mission s'accroît. En 1963, la poste est ouverte.
L'élevage du renne était à la base de l'économie du village, mais est en déclin depuis 1974.
Les habitants de Brevig Mission vivent de chasse, de pêche, et d'une petite activité artisanale.

## Démographie
| 1950 | 1960 | 1970 | 1980 | 1990 | 2000 | 2010 | - |
| ---- | ---- | ---- | ---- | ---- | ---- | ---- | - |
| 109  | 77   | 123  | 138  | 198  | 276  | 388  | - |

### Source
- (en) CIS